# HD 36134
HD 36134，又名BD-03 1116，SAO 132170、HR 1830，是一颗恒星，视星等为5.79，位于銀經206.46，銀緯-19.8，其B1900.0坐标为赤經5h 24m 24.5s，赤緯-3° -19.8′ 34″。